# Xian de Xuyong
Le xian de Xuyong (叙永县 ; pinyin : Xùyǒng Xiàn) est un district administratif de la province du Sichuan en Chine. Il est placé sous la juridiction de la ville-préfecture de Luzhou.

## Démographie
La population du district était de 651 347 habitants en 1999.